# Parc national Tunari
Le parc national Tunari est situé en Bolivie dans le département de Cochabamba. Il s'étend sur 3 090 km², à l'ouest de la rivière Q'inqu Mayu, à une altitude comprise entre 2 200 et 4 400m. Il a été créé le 30 mars 1962.
Le parc dépend de la gestion de la SERNAP (Service national des aires protégées) qui n'a que 8 fonctionnaires, c'est dérisoire pour éviter les incendies et les installations clandestines (de planteurs de coca par exemple).
En 2022, 7 municipalités ( sur la douzaine traversées - plus une, victime d'inondations par manque d'entretien des bassins versants ) demandent  de participer à la protection de la zone. 